# Hamad al-Montashari
Hamad al-Montashari, né le 22 juin 1982 à Jeddah, est un footballeur saoudien. Il joue au poste de défenseur avec l'équipe d'Arabie saoudite et le club de Al Ittihad Djeddah.

## Carrière

### En club
- Al Ittihad Djeddah -  Arabie saoudite

### En équipe nationale
Al-Montashari  participe à la coupe du monde 2006 avec l'équipe d'Arabie saoudite. Il a disputé aussi la coupe du monde de football 2002.

## Palmarès
- Vainqueur de la Ligue des Champions de l'AFC : 2004, 2005
- Joueur de l'année de la ligue AFC 2005